# Art Larsen
Arthur David "Art" Larsen (født 17. april 1925 i Hayward, Californien, USA, død 7. december 2012 i San Leandro, Californien, USA) var en tennisspiller fra USA.